# Seiji Honda
Seiji Honda (født 25. februar 1976) er en tidligere japansk fodboldspiller.
Han har spillet for flere forskellige klubber i sin karriere, herunder Nagoya Grampus Eight og Vissel Kobe.